# Біг-Гоул-Трект (південна половина)
Біг-Гоул-Трект (південна половина) (англ. Big Hole Tract 8 (South Half)) — індіанська резервація в Канаді, у провінції Нью-Брансвік, у межах графства Нортамберленд.

## Населення
За даними перепису 2016 року, індіанська резервація нараховувала 48 осіб, показавши зростання на 41,2%, порівняно з 2011-м роком. Середня густина населення становила 1,7 осіб/км².
З офіційних мов обидвома одночасно не володів жоден з жителів, тільки англійською — 50. Усього 5 осіб вважали рідною мовою не одну з офіційних.
Працездатне населення становило 25% усього населення, усі були зайняті.

## Клімат
Середня річна температура становить 4,1°C, середня максимальна – 22,9°C, а середня мінімальна – -18°C. Середня річна кількість опадів – 1 111 мм.
| Клімат поселення                              | Клімат поселення | Клімат поселення | Клімат поселення | Клімат поселення | Клімат поселення | Клімат поселення | Клімат поселення | Клімат поселення | Клімат поселення | Клімат поселення | Клімат поселення | Клімат поселення | Клімат поселення |
| Показник                                      | Січ.             | Лют.             | Бер.             | Квіт.            | Трав.            | Черв.            | Лип.             | Серп.            | Вер.             | Жовт.            | Лист.            | Груд.            |                  |
| Середній максимум, °C                         | −4,58            | −3,02            | 2,61             | 8,93             | 16,06            | 21,47            | 22,91            | 21,90            | 16,82            | 10,82            | 4,69             | −3,15            |                  |
| Середня температура, °C                       | −11,25           | −9,7             | −4,07            | 2,25             | 9,38             | 14,79            | 18,62            | 17,60            | 12,53            | 6,53             | 0,39             | −7,44            |                  |
| Середній мінімум, °C                          | −17,95           | −16,38           | −10,76           | −4,44            | 2,69             | 8,10             | 14,32            | 13,32            | 8,23             | 2,24             | −3,9             | −11,73           |                  |
| Норма опадів, мм                              | 93               | 69               | 86               | 84               | 101              | 91               | 103              | 95               | 87               | 101              | 102              | 99               |                  |
| Середньомісячна швидкість вітру, м/с          | 3.69             | 3.69             | 3.83             | 3.70             | 3.40             | 2.98             | 2.70             | 2.60             | 2.81             | 3.20             | 3.40             | 3.60             |                  |
| Середньомісячна сонячна радіація, кДж/м²·день | 5138             | 8516             | 12318            | 15402            | 18236            | 20194            | 19691            | 17319            | 12838            | 8007             | 4761             | 3878             |                  |
| --------------------------------------------- | ---------------- | ---------------- | ---------------- | ---------------- | ---------------- | ---------------- | ---------------- | ---------------- | ---------------- | ---------------- | ---------------- | ---------------- | ---------------- |
| Джерело:                                      |                  |                  |                  |                  |                  |                  |                  |                  |                  |                  |                  |                  |                  |